# Van Ness Avenue (San Francisco)

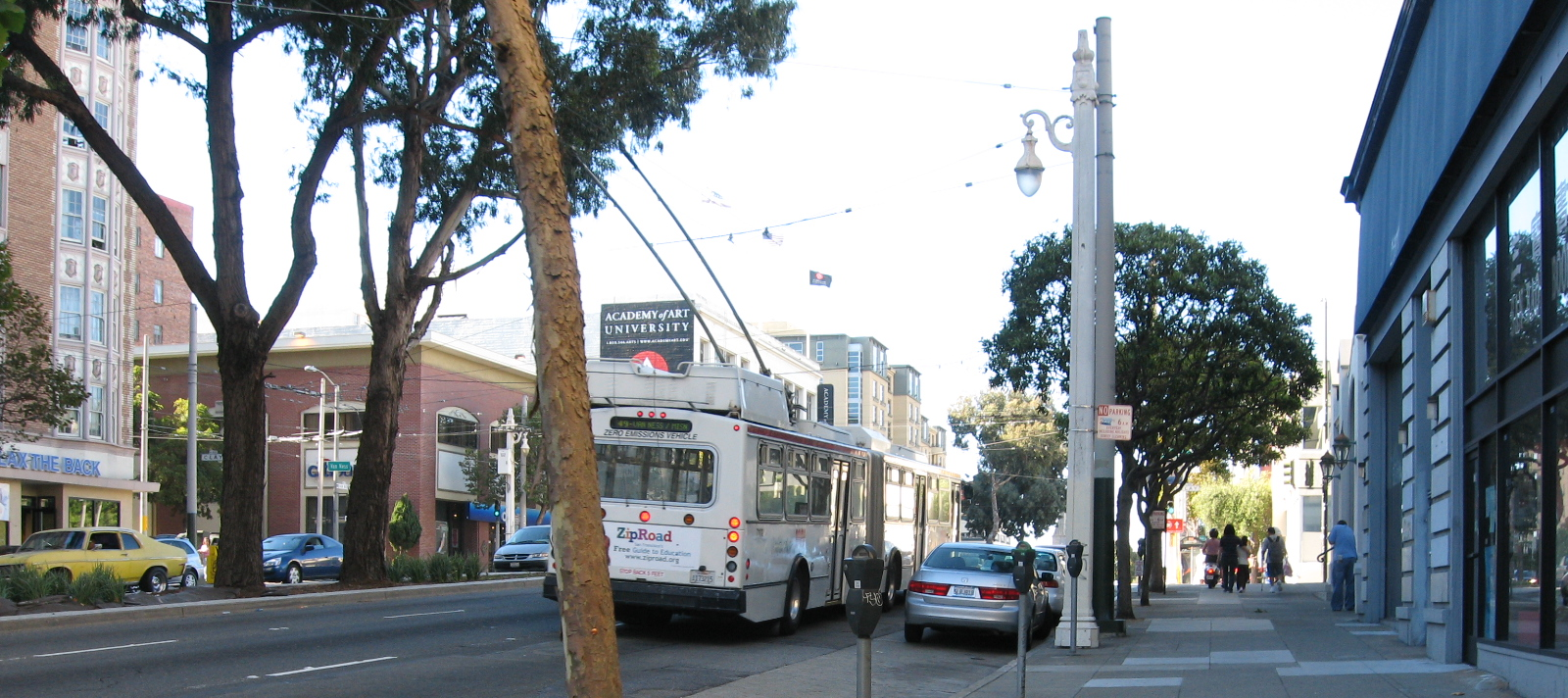
Carrefour de Van Ness Avenue et de Clay Street.

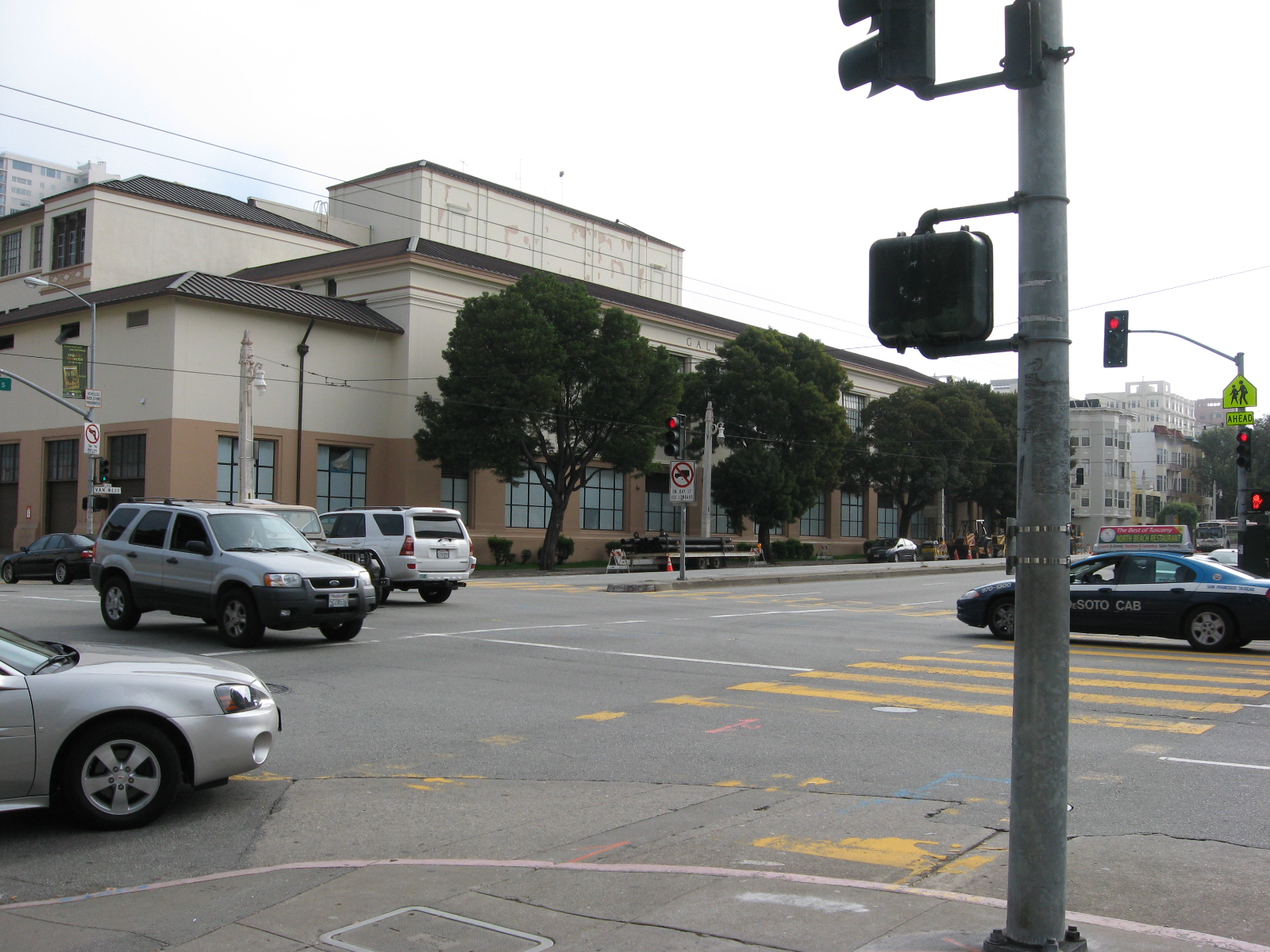
Carrefour de Van Ness Avenue et de Bay Street. Galileo Academy of Science and Technology à l'arrière-plan.

Van Ness Avenue est une rue de la ville de San Francisco.

## Situation et accès
D'orientation nord-sud, cette voie va de Market Street à McDowell Avenue au Fort Mason sur la baie de San Francisco. 

## Origine du nom
Elle rend honneur au septième maire de San Francisco James Van Ness (en),. 

## Historique
Avant le tremblement de terre de San Francisco en 1906, cette avenue était connue comme « le plus grand boulevard de la ville, bordé de manoirs victoriens et d’églises impressionnantes ». Après la catastrophe, l'armée américaine a transformé la rue en pare-feu, détruisant presque tous les bâtiments du côté est pour empêcher, avec succès, la progression de l’incendie vers l’ouest et sauver le reste de la ville.
Avant le tremblement de terre de San Francisco en 1906, Van Ness Avenue était connue comme « le plus grand boulevard de la ville, bordé de manoirs victoriens et d’églises impressionnantes » (San Francisco Chronicle). Après le tremblement de terre, la rue a été utilisée comme pare-feu par l’armée américaine, dynamitant presque tous les bâtiments de son côté est dans une tentative finalement réussie d’empêcher la tempête de feu de se propager à l'ouest à toute la ville.
Son premier nom était « Marlette Street » avant d'adopter son appellation actuelle.

## Bâtiments remarquables et lieux de mémoire
Les principaux bâtiments publics qui se trouvent le long de cette avenue sont l'hôtel-de-ville, le War Memorial Opera House et le Louise M. Davies Symphony Hall (en).